# کاماسترا
کاماسْترا (به ایتالیایی: Camastra) یک کومونه در ایتالیا است که در استان آگریجنتو، ناحیهٔ جزیرهٔ خودمختار سیسیل واقع شده‌است.

## خصوصیات
کاماسْترا ۱۶٫۳ کیلومترمربع مساحت و ۲٬۱۳۳ نفر جمعیت دارد (در ۳۱ دسامبر ۲۰۰۴) و ۴۵۰ متر بالاتر از سطح دریا واقع شده‌است.